# Margueray
Margueray település Franciaországban, Manche megyében. Lakosainak száma 117 fő (2022. január 1.). Margueray Gouvets, Montabot, Montbray és Percy-en-Normandie községekkel határos.

## Népesség
A település népességének változása:
| Lakosok száma | 196  | 141  | 130  | 147  | 135  | 132  | 131  | 121  | 116  | 117  |
|               | 1968 | 1982 | 1990 | 2006 | 2013 | 2015 | 2017 | 2019 | 2020 | 2022 |